# Cnémophile huppé
Cnemophilus macgregorii
Espèce
Statut de conservation UICN

 LC  : Préoccupation mineure
Statut CITES
Le Cnémophile huppé (Cnemophilus macgregorii), anciennement Paradisier huppé,  est l'une des deux espèces d'oiseaux appartenant au genre Cnemophilus. Elle est endémique de la Papouasie-Nouvelle-Guinée.

## Sous-espèces
D'après Alan P. Peterson, il existe deux sous-espèces :
- Cnemophilus macgregorii macgregorii  De Vis, 1890
- Cnemophilus macgregorii sanguineus  Iredale, 1948